# エドワード・プリドー・グウィン
エドワード・プリドー・グウィン（英語: Edward Prideaux Gwyn、1698年? – 1736年6月ごろ）は、グレートブリテン王国の政治家。1724年から1729年まで庶民院議員を務めた。

## 生涯
アイルランド担当大臣、戦時大臣を歴任したフランシス・グウィンとマーガレット・プリドー（Margaret Prideaux、エドマンド・プリドーの娘）の長男として、おそらく1698年に生まれた。1713年12月9日にオックスフォード大学クライスト・チャーチに入学した後、1714年7月22日にミドル・テンプルにも入学した。
1722年イギリス総選挙で父がクライストチャーチ選挙区とウェルズ選挙区で当選し、後者の代表として議員を務めることとなったため、1724年2月にクライストチャーチ選挙区で補欠選挙が行われ、グウィンがトーリー党候補として出馬してホイッグ党候補のジョセフ・ヒンクスマンを破った。1727年イギリス総選挙でウェルズ選挙区に鞍替えして再選したが、対立候補ウィリアム・ピアースによる選挙申し立ての結果、グウィンの落選とピアースの当選が宣告された。
1734年6月2日に父が死去すると、その遺産を継承したが、自身も1736年6月ごろに生涯未婚のまま死去、弟フランシスが遺産を継承した。
好古家であり、親しい友人に同じく好古家のトマス・ハーンがいたほか、デヴォンシャーに関する史料を収集したという。